# Rubus silurum
Rubus silurum är en rosväxtart som först beskrevs av Augustin Ley, och fick sitt nu gällande namn av William Charles Richard Watson. Rubus silurum ingår i släktet rubusar, och familjen rosväxter. Inga underarter finns listade i Catalogue of Life.